# Диденко, Владимир Фёдорович
Диденко Владимир Фёдорович (род. 27 февраля 1928, Николаевская область) — советский машиностроитель. Заслуженный машиностроитель УССР (1975). Лауреат Государственной премии СССР (1984).

## Биография
Родился 27 февраля 1928 года на территории нынешней Николаевской области.
Образование неоконченное среднее.
С 1944 года — слесарь Криворожского завода горного машиностроения, участвовал в послевоенном восстановлении предприятия. Выпускал образцы новой горной техники. Один из лучших инструментальщиков завода, мастер «золотые руки», председатель совета бригадиров. Ударник пятилеток, победитель соревнований, наставник молодёжи, новатор производства, рационализатор и изобретатель.

## Награды
- Государственная премия СССР (1984)[1];
- Заслуженный машиностроитель УССР (1975)[1];
- Орден Октябрьской Революции[1];
- Имя в Книге трудовой славы Министерства тяжёлого машиностроения УССР[1].